# 伊雷妮·韦基
伊雷妮·韦基（義大利語：Irene Vecchi，1989年6月10日—），意大利女子击剑运动员。她曾代表意大利参加2012年、2016年和2020年夏季奥林匹克运动会击剑比赛，其中2016年奥运会获得女子团体佩剑第四名。